# Marcos Farfán
Marcos Farfán (Cusco, fines del siglo XVIII-siglo XIX) fue un clérigo y político peruano. Fue presidente de la Convención Nacional o Congreso Constituyente en 1834.

## Biografía
Natural del Cusco, posiblemente estudió en el Seminario de San Antonio Abad y luego de recibirse de presbítero, se consagró a su ministerio. Durante la época de la consolidación de la independencia del Perú, era párroco de Santiago, en su tierra natal. Cuando la Municipalidad de Cuzco recibió al general Antonio José de Sucre luego de su triunfo en la batalla de Ayacucho, Farfán se encargó de dar el saludo en nombre de los curas de la ciudad (29 de diciembre de 1824).
En las elecciones de 1825 para el Congreso (que se regía por el sistema de los Colegios Electorales) fue elegido diputado por Cuzco, pero debido a la injerencia de Bolívar, que no quería diputados liberales, no llegó a ser calificado. A la postre, dicho Congreso no llegó a instalarse.
Finalizada la influencia bolivariana en el Perú, Farfán fue elegido diputado al Congreso Constituyente de 1827, representando otra vez al Cusco. En dicho Congreso fue secretario (de 4 de enero a 4 de marzo de 1828), y vicepresidente (de 4 de abril a 4 de mayo del mismo año). Luego fue diputado suplente ante el Congreso de 1829-1833, que fue el primer Congreso Bicameral que tuvo el Perú.
En 1833 fue elegido nuevamente diputado por el Cusco ante la Convención Nacional o Congreso Constituyente, de la que fue vicepresidente de febrero a marzo de 1834 (el presidente era el clérigo Francisco Javier de Luna Pizarro). Y de mayo a junio del mismo año ejerció la presidencia. Fue este Congreso el que dio la Constitución de 1834.
De regreso a su ciudad natal, además de ejercer su ministerio religioso, formó parte de la primera comisión directiva de la Sociedad de Beneficencia Pública del Cusco (1835). Durante la guerra desatada por la invasión boliviana dirigida por Andrés de Santa Cruz, fue desterrado por este caudillo, debido a su simpatía por el general Agustín Gamarra, el cual, junto con Felipe Santiago Salaverry, encabezaba la defensa del Perú.